# اقتصاد حر

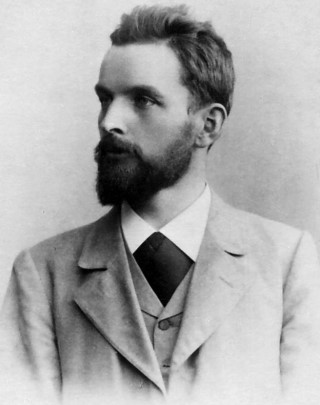

الاقتصاد الحر (بالألمانية: Freiwirtschaft) هي نظرية اقتصادية وضعها عالم الاقتصاد الألماني سِلفيو غِزيل سنة 1916، أسماها «النظام الاقتصادي الطبيعي» (Natürliche Wirtschaftsordnung). وفي عام 1932، استخدمت مجموعة من رجال الأعمال السويسريين أفكاره في تأسيس بنك WIR.
يُنظر إلى جيزيل اليوم على أنه يساري أناركي سوقيا أو اشتراكي ليبرتاري.

## هيكل النظام
يتكون الاقتصاد الحر من ثلاثة جوانب:
- المال المجاني
  - يتم إصدار جميع الأموال لفترة محدودة بقيمة ثابتة (لا تضخم، ولا انكماش).
  - يتطلب الادخار طويل الأجل استثمارا في السندات أو الأسهم.
- الأراضي المجانية
  - كل الأراضي تعتبر ملكية عامة، وإن لم يكن، فيمكن تأجير ملكيات المؤسسات العامة من المجتمع أو من الحكومة، على التوالي، ولا يمكن شراؤها.
- التجارة الحرة
  - أصبحت التجارة الحرة موقفا سائدا منذ وقت طويل، إلا أن الحركات المناهضة للعولمة تعارضها بشكل كبير.

## خلفية تاريخية
كانت أفكار الاقتصاد الحر الأساسية منشورة منذ عام 1890 بواسطة الاقتصادي المجري النمساوي ثيودور هيرتزكا في روايته «الأرض المجانية: حدس اجتماعي».

## عيوب النظام المالي
يدعي الاقتصاد الحر أن النظم المالية الحالية معيوبة. ففي الاقتصاد السائد، توضح الأسعار بعض المعلومات. فمثلا، يعبر انخفاض سعر منتج ما عن أن الطلب عليه قليل أو أن هناك مزيدا منه. فيقود ذلك إلى أن البائع سيشتري المزيد، أو أن البائع/المنتج سيبدأ ببيع/إنتاج شيء آخر، وبذلك يخفض المعروض من هذا المنتج. وبافتراض أن الرغبة في المنتج ثابتة، فإن أسعار المنتج تزداد مجدد. ومن ثم، يقوم السعر والمشاركين في السوق معا ببناء حلقة استجابات حول سعر مستقر و«مثالي». وعند هذا السعر المستقر، يكون السوق مثاليا، فلا أحد يدفع الكثير أو يكسب القليل، وليس هناك ميول عند أي من الطرفي لتغيير ذلك السعر. يسمى التذبذب حول السعر المثالي بالاستقرار الذاتي.
يعتقد جيزيل أن خطأ النظام المالي الحالي الأكبر هو المعلومات التي لا يوضحها السعر. فالمال ليس سوى مطالبة بالبضائع والخدمات، ويستخدم في الاقتصاديات التي تقبل المال بالمقايضة مع البضائع والخدمات. وفي الاقتصاد الضعيف، يكون المال أقل قيمة من البضائع. لكن بدلا من حدوث تضخم، فإن النتيجة تكون حدوث انكماش كما هو موضح أعلاه، ويصبح المال الأقل قادرا على شراء نفس البضائع. وحلقة الاستجابة هذه تعتبر عدم استقرار ذاتي وفقا لنظرية السوق الحر.